# Atletiek op de Olympische Zomerspelen 2012 – 3000 meter steeplechase vrouwen
De 3000 meter steeplechase vrouwen op de Olympische Zomerspelen 2012 in Londen vond plaats op 4 augustus, de series, en 6 augustus 2012, de finale. Regerend olympisch kampioene is Goelnara Samitova-Galkina uit Rusland. Haar landgenote Joelia Zaripova won ditmaal, maar moest enkele jaren later haar gouden medaille weer inleveren, toen bleek dat zij de dopingregels had overtreden, als gevolg waarvan zij voor twee jaar en zes maanden werd geschorst en al haar in de seizoenen 2011 en 2012 geleverde prestaties ongeldig werden verklaard. Ook op de Spelen zelf werd Zaripova op doping betrapt.

## Records
Voorafgaand aan het toernooi waren dit het wereldrecord en het olympisch record.
| Wereldrecord     | Goelnara Samitova-Galkina | 8.58,31 | Peking | 17 augustus 2008 |
| Olympisch record | Goelnara Samitova-Galkina | 8.58,31 | Peking | 17 augustus 2008 |

## Uitslagen

### Kwalificatieronde
Serie 1
| Rang | Atlete                | Land | Resultaat | Opmerkingen | Kwalificatie |
| ---- | --------------------- | ---- | --------- | ----------- | ------------ |
| 1    | Gesa Felicitas Krause | GER  | 9.24,91   | PB          | Q            |
| 2    | Etenesh Diro          | ETH  | 9.25,31   |             | Q            |
| 3    | Milcah Chemos Cheywa  | KEN  | 9.27,09   |             | Q            |
| 4    | Polina Jelizarova     | LAT  | 9.27,21   | NR          | Q            |
| 5    | Gulnara Galkina       | RUS  | 9.28,76   |             | q            |
| 6    | Barbara Parker        | GBR  | 9.32,07   |             |              |
| 7    | Li Zhenzhu            | CHN  | 9.34,29   | SB          |              |
| 8    | Diana Martín          | ESP  | 9.35,77   | PB          |              |
| 9    | Genevieve LaCaze      | AUS  | 9.37,90   | PB          |              |
| 10   | Korene Hinds          | JAM  | 9.37,95   | SB          |              |
| 11   | Salima El Ouali Alami | MAR  | 9.44,62   |             |              |
| 12   | Shalaya Kipp          | USA  | 9.48,33   |             |              |
| 13   | Sudha Singh           | IND  | 9.48,86   |             |              |
| 14   | Sviatlana Kudzelich   | BLR  | 9.54,77   |             |              |
|      | Binnaz Uslu           | TUR  | DSQ       |             |              |

Serie 2
| Rang | Atlete              | Land | Resultaat | Opmerkingen | Kwalificatie |
| ---- | ------------------- | ---- | --------- | ----------- | ------------ |
| 1    | Sofia Assefa        | ETH  | 9.25,42   |             | Q            |
| 2    | Habiba Ghribi       | TUN  | 9.27,42   | SB          | Q            |
| 3    | Emma Coburn         | USA  | 9.27,51   |             | Q            |
| 4    | Clarisse Cruz       | POR  | 9.30,06   | PB          | q            |
| 5    | Yelena Orlova       | RUS  | 9.33,14   |             |              |
| 6    | Valentyna Zhudina   | UKR  | 9.37,90   |             |              |
| 7    | Lydia Chebet Rotich | KEN  | 9.42,03   |             |              |
| 8    | Stephanie Reilly    | IRL  | 9.44,77   |             |              |
| 9    | Katarzyna Kowalska  | POL  | 9.48,60   |             |              |
| 10   | Beverly Ramos       | PUR  | 9.55,26   |             |              |
| 11   | Cristina Casandra   | ROU  | 9.58,83   |             |              |
| 12   | Yin Annuo           | CHN  | 10.09,10  |             |              |
| 13   | Ángela Figueroa     | COL  | 10.25,60  |             |              |
|      | Gülcan Mıngır       | TUR  | DSQ       |             |              |
|      | Marta Domínguez*    | ESP  | DSQ       |             | Q            |

Serie 3
| Rang | Atlete                | Land | Resultaat | Opmerkingen | Kwalificatie |
| ---- | --------------------- | ---- | --------- | ----------- | ------------ |
| 1    | Hiwot Ayalew          | ETH  | 9.24,01   |             | Q            |
| 2    | Mercy Wanjiku Njoroge | KEN  | 9.25,99   |             | Q            |
| 3    | Antje Moldner-Schmidt | GER  | 9.26,57   | SB          | Q            |
| 4    | Bridget Franek        | USA  | 9.29,86   |             | q            |
| 5    | Ancuța Bobocel        | ROU  | 9.31,06   |             |              |
| 6    | Docus Inzikuru        | UGA  | 9.35,29   |             |              |
| 7    | Sandra Eriksson       | FIN  | 9.50,71   |             |              |
| 8    | Eilish McColgan       | GBR  | 9.54,36   |             |              |
| 9    | Kaltoum Bouaasayriya  | MAR  | 9.58,77   |             |              |
| 10   | Silvia Danekova       | BUL  | 9.59,52   |             |              |
| 11   | Svitlana Shmidt       | UKR  | 10.01,09  |             |              |
| 12   | Özlem Kaya            | TUR  | 10.03,52  |             |              |
| 13   | Matylda Szlęzak       | POL  | 10.08,84  |             |              |
|      | Joelia Zaripova*      | RUS  | DSQ       |             | Q            |

### Finale
| Rang   | Atlete                | Land | Resultaat | Opmerkingen |
| ------ | --------------------- | ---- | --------- | ----------- |
| Goud   | Habiba Ghribi         | TUN  | 9.08,37   | NR          |
| Zilver | Sofia Assefa          | ETH  | 9.09,84   |             |
| Brons  | Milcah Chemos Cheywa  | KEN  | 9.09,88   |             |
| 4      | Hiwot Ayalew          | ETH  | 9.12,98   |             |
| 5      | Etenesh Diro          | ETH  | 9.19,89   | PB          |
| 6      | Antje Moldner-Schmidt | GER  | 9.21,78   | SB          |
| 7      | Gesa Felicitas Krause | GER  | 9.23,52   | PB          |
| 8      | Emma Coburn           | USA  | 9.23,54   | PB          |
| 90     | Mercy Wanjiku Njoroge | KEN  | 9.26,73   |             |
| 10     | Clarisse Cruz         | POR  | 9.32,44   |             |
| 11     | Polina Jelizarova     | LAT  | 9.38,56   |             |
| 12     | Bridget Franek        | USA  | 9.45,51   |             |
|        | Gulnara Galkina       | RUS  | DNF       |             |
|        | Joelia Zaripova       | RUS  | DSQ       |             |
|        | Marta Domínguez       | ESP  | DSQ       |             |

- Domínguez werd, nadat zij eerder door de Spaanse bond was vrijgesproken van overtreding van het dopingreglement, in november 2015 alsnog schuldig bevonden en voor drie jaar verbannen uit de sport. Naast deze driejarige schorsing werden al haar resultaten tussen augustus 2009 en juli 2013 ongeldig verklaard.[3]
- Zaripova werd in 2015 met terugwerkende kracht gediskwalificeerd na een positieve dopingtest.[1] Ook op de Spelen zelf werd ze na het hertesten van stalen in 2016 op doping betrapt.[2]